# Чесні (Південна Кароліна)
Чесні (англ. Chesnee) — місто (англ. city) в США, в округах Спартанберг і Черокі штату Південна Кароліна. Населення — 829 осіб (2020).

## Географія
Чесні розташоване за координатами 35°8′45″ пн. ш. 81°51′46″ зх. д. / 35.14583° пн. ш. 81.86278° зх. д. (35.145777, -81.862655).  За даними Бюро перепису населення США в 2010 році місто мало площу 2,94 км², уся площа — суходіл.

## Демографія
Згідно з переписом 2010 року, у місті мешкало 868 осіб у 374 домогосподарствах у складі 210 родин. Густота населення становила 295 осіб/км².  Було 471 помешкання (160/км²).
Расовий склад населення:
| - 66,0 % — білих - 27,1 % — чорних або афроамериканців - 0,6 % — корінних американців - 0,2 % — азіатів - 2,5 % — осіб інших рас |

До двох чи більше рас належало 3,6 %. Частка іспаномовних становила 4,4 % від усіх жителів.
За віковим діапазоном населення розподілялося таким чином: 24,8 % — особи молодші 18 років, 60,2 % — особи у віці 18—64 років, 15,0 % — особи у віці 65 років та старші. Медіана віку мешканця становила 37,9 року. На 100 осіб жіночої статі у місті припадало 91,2 чоловіків;  на 100 жінок у віці від 18 років та старших — 82,4 чоловіків також старших 18 років.
Середній дохід на одне домашнє господарство  становив 28 010 доларів США (медіана — 19 516), а середній дохід на одну сім'ю — 35 477 доларів (медіана — 27 361). За межею бідності перебувало 34,9 % осіб, у тому числі 54,7 % дітей у віці до 18 років та 34,8 % осіб у віці 65 років та старших.
Цивільне працевлаштоване населення становило 205 осіб. Основні галузі зайнятості: освіта, охорона здоров'я та соціальна допомога — 22,9 %, виробництво — 20,0 %, роздрібна торгівля — 15,6 %, мистецтво, розваги та відпочинок — 14,1 %.